# 茫茫黑夜漫遊

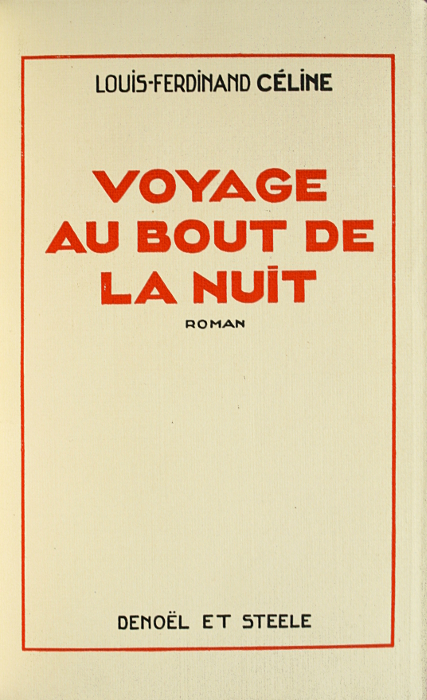
《茫茫黑夜漫遊》1932年版法語封面

《茫茫黑夜漫遊》（法語：Voyage au bout de la nuit），也被譯作《長夜行》，發表於1932年，是路易-费迪南·塞利纳的第一部小說。這部半自傳體的作品講述了主人公費迪南德·巴爾達姆（Ferdinand Bardamu）在第一次世界大戰戰場、非洲殖民地、美國以及巴黎貧困郊區的經歷。
這部小說在 1932 年贏得了勒諾多文學獎，但由於作者對人類狀況的悲觀描述以及他基於工人階級言論、俚語和新詞的創新寫作風格，評論家意見分歧，它並未能贏得當年的龔固爾文學獎。該作品現在被廣泛認為是二十世紀最偉大的小說之一。